# Herbert Matter

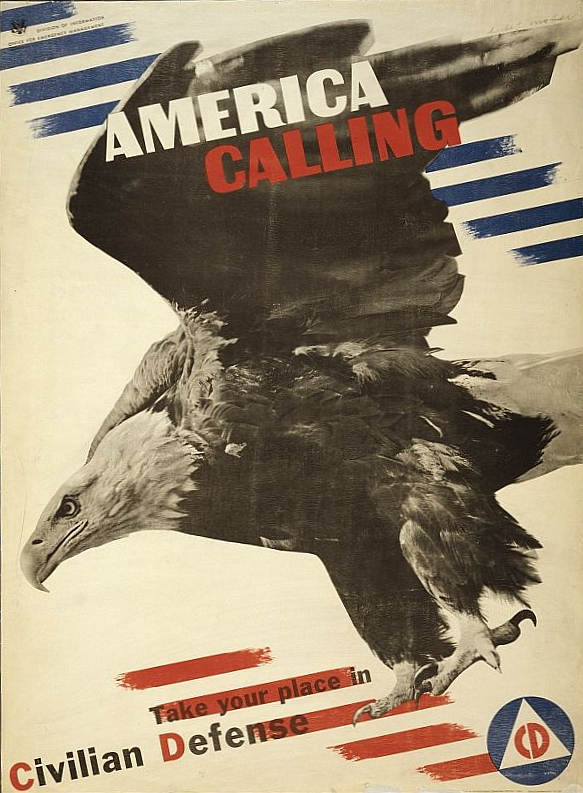
Herbert Matter: plakát z 2. světové války

Herbert Matter (25. dubna 1907 Engelberg – 8. května 1984 Southampton) byl americký fotograf a grafický designér.
Je známý pro své průkopnické použití fotomontáže v komerčním umění. Jeho inovace a experimentální práce pomohla formovat slovník grafického designu ve 20. století.
Během 50. a 60. let 20. století byl Herbert Matter významným představitelem newyorské umělecké scény. Mezi jeho umělecké přátele patřili Jackson Pollock, Willem de Kooning, Franz Kline a Philip Guston. První retrospektivou jeho práce byla v roce 1978 výstava na Yaleově univerzitě. V témže roce vystavoval Kunsthaus v Curychu jeho raná díla. Následovala řada poct a ocenění v Evropě a Americe. Herbert Matter zemřel ve věku 77 let v Southamptonu v New Yorku.